# Relatieve prijs
Een relatieve prijs is de prijs van een commodity, zoals goederen of diensten in termen van elkaar, dat wil zeggen de verhouding tussen twee prijzen. 
Een relatieve prijs kan worden uitgedrukt als een verhouding tussen twee willekeurige prijzen of als de verhouding tussen de prijs van een bijzonder goed en een gewogen gemiddelde van alle andere goederen op de markt. Een relatieve prijs is een vorm van opportuniteitskosten. 
Micro-economie kan worden gezien als de studie van hoe economische agenten op veranderingen in de relatieve prijzen reageren.